# Philochortus neumanni
Pseuderemias neumanni — вид ящірок родини ящіркових (Lacertidae). Мешкає на Аравійському півострові. Вид названий на честь німецького орнітолога Оскара Ноймана.

## Поширення і екологія
Pseuderemias neumanni мешкають на заході Ємену та на крайньому південному заході Саудівської Аравії. Вони живуть в чагарникових заростях і сухих тропічних лісах, трапляються на полях. Зустрічаються на висоті від 80 до 1500 м над рівнем моря.